# Sideroxylon capiri
Sideroxylon capiri là một loài thực vật có hoa trong họ Hồng xiêm. Loài này được (A.DC.) Pittier miêu tả khoa học đầu tiên năm 1912.

## Hình ảnh

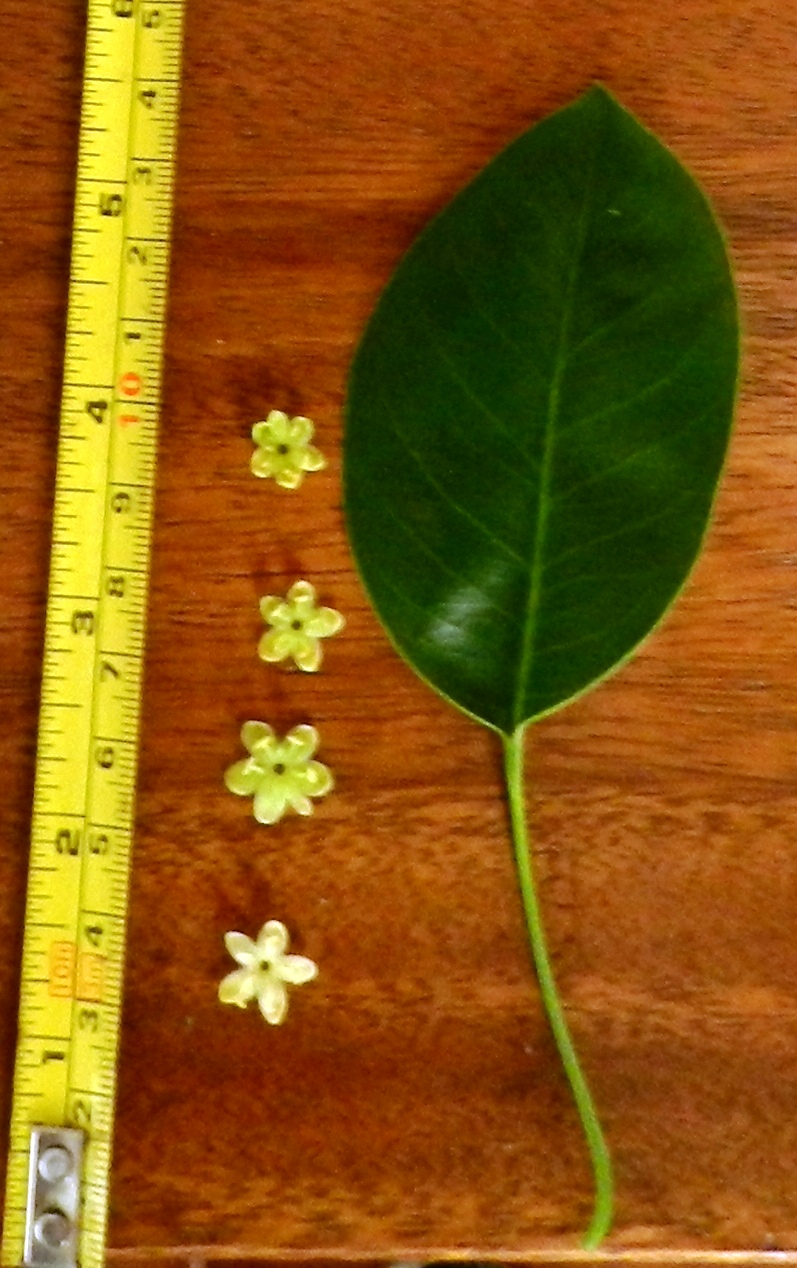
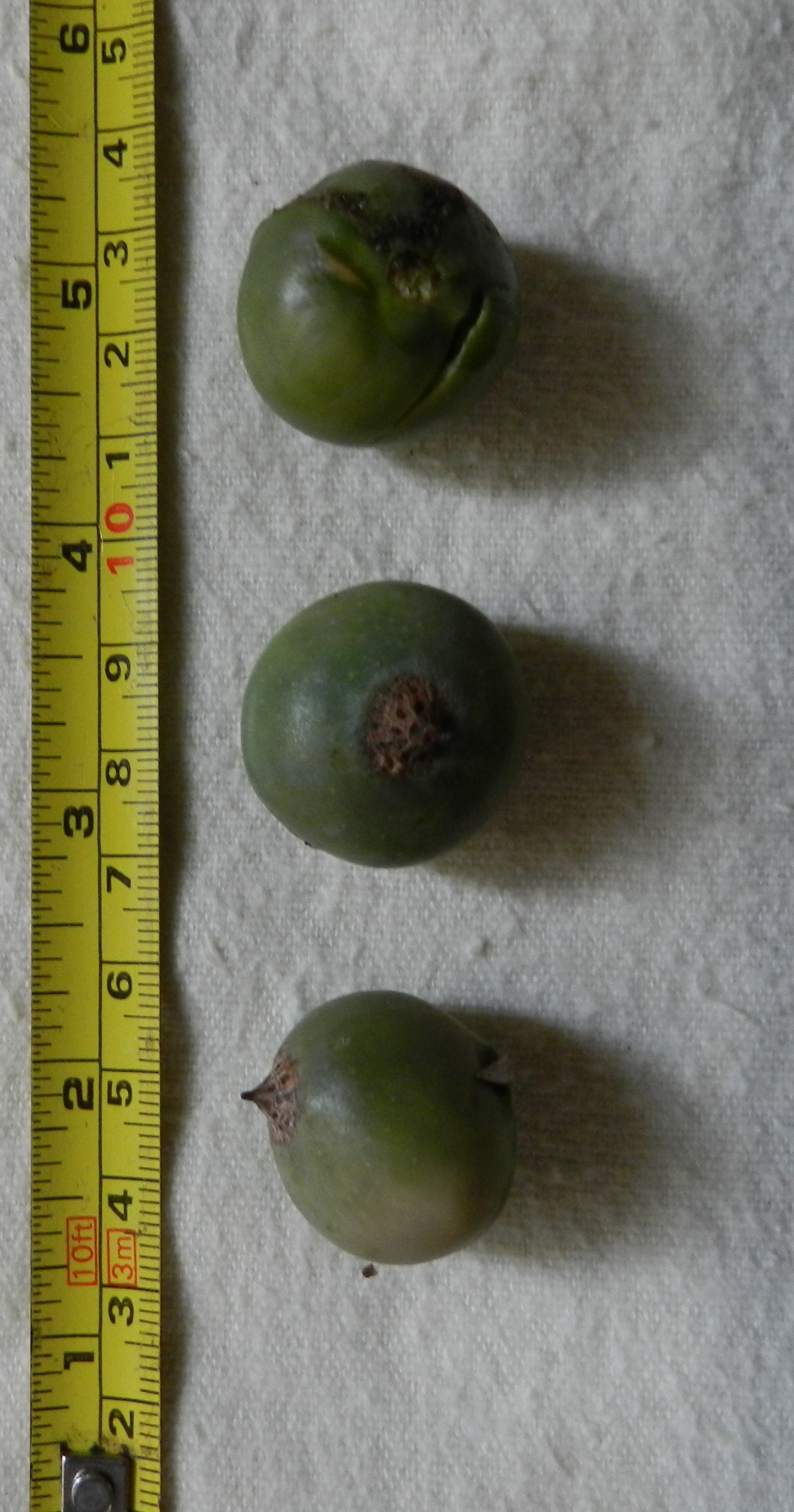